# Obwód Straży Granicznej „Żywiec”
Obwód Straży Granicznej „Żywiec” – jednostka organizacyjna Straży Granicznej pełniąca służbę ochronną na granicy polsko-czechosłowackiej w 1939 roku.

## Formowanie i zmiany organizacyjne
Rozkazem nr 3 z 8 września 1938 roku w sprawach reorganizacji jednostek na terenach Śląskiego, Zachodniomałopolskiego i Wschodniomałopolskiego okręgów Straży Granicznej, a także utworzenia nowych komisariatów i placówek, komendant Straży Granicznej płk Jan Gorzechowski, działając na podstawie upoważnienia Ministra Skarbu z 14 października 1938 roku utworzył na terenie Zachodniomałopolskiego Okręgu Straży Granicznej nowy obwód – Obwód Straży Granicznej „Żywiec”. Etat komendy obwodu: 3 oficerów, 8 szeregowych,2 samochody osobowe, w tym 1 samochód typu Łazik, 8 kbk, 8 pistoletów.
Rozkazem nr 2 z 16 stycznia 1939 roku w sprawie przejęcia odcinka granicy polsko-niemieckiej od Korpusu Ochrony Pogranicza na terenie Mazowieckiego Okręgu Straży Granicznej oraz przekazania Korpusowi Ochrony Pogranicza odcinka granicy na terenie Wschodniomałopolskiego Okręgu Straży Granicznej, komendant Straży Granicznej płk Jan Gorzechowski wydzielił z Komendy Obwodu „Cieszyn” placówkę II linii „Bielsko”  i przydzielił ją do Komendy Obwodu „Żywiec”.

## Struktura organizacyjna
Organizacja odwodu w 1939:
- sztab − Żywiec
- komisariat Straży Granicznej „Rajcza”
- komisariat Straży Granicznej „Korbielów”
- komisariat Straży Granicznej „Istebna”
- placówka II linii „Żywiec”